# تلمبة غروه كشاورزي أبوالفضل (غلزار بردسير)
تلمبة غروه کشاورزي أبوالفضل (بالإنجليزية: Tolombeh-ye Garuh Keshavarzi Abu ol Fazl)‏ هي مستوطنة تقع في إيران في كرمان. يقدر عدد سكانها بـ 23 نسمة .